# Hallenweltmeisterschaften im Bogenschießen 1999
Die 5. Hallenweltmeisterschaften im Bogenschießen wurden vom 6. bis 10. März 1999 in der kubanischen Hauptstadt Havanna ausgetragen.

## Ergebnisse

### Recurvebogen
| Disziplin         | Gold                                                           | Silber                                                      | Bronze                                                     |
| ----------------- | -------------------------------------------------------------- | ----------------------------------------------------------- | ---------------------------------------------------------- |
| Männer Einzel     | Magnus Petersson                                               | Markijan Iwaschko                                           | Chung Jae-hun                                              |
| Frauen Einzel     | Natalia Valeeva                                                | Switlana Bard                                               | Agata Bulwa                                                |
| Männer Mannschaft | Australien Simon Fairweather Matthew Gray Scott Hunter-Russell | Italien Michele Frangilli Matteo Bisiani Ilario Di Buò      | Deutschland Alexander Fröse Michael Frankenberg Thilo Koch |
| Frauen Mannschaft | Frankreich Sylvie Pissis Céline Lizzul Alexandra Fouace        | Türkei Natalia Nasaridze-Çakır Elif Altınkaynak Deniz Günay | Ukraine Tetjana Bereschna Switlana Bard Olena Sadownytscha |

### Compoundbogen
| Disziplin         | Gold                                                            | Silber                                                     | Bronze                                                     |
| ----------------- | --------------------------------------------------------------- | ---------------------------------------------------------- | ---------------------------------------------------------- |
| Männer Einzel     | James Butts                                                     | Jonathan Mynott                                            | Simon Tarplee                                              |
| Frauen Einzel     | Ashley Kamuf                                                    | Fabiola Palazzini                                          | Claire Trenaman                                            |
| Männer Mannschaft | Vereinigte Staaten James Butts Mark Pennaz Dee Wilde            | Großbritannien Simon Tarplee Michael Peart Jonathan Mynott | Schweden Morgan Lundin Peter Andersson Björn Andersson     |
| Frauen Mannschaft | Frankreich Catherine Pellen Michèle Deloraine Catherine Deburck | Schweiz Sylviane Lambelet Rita Riedo Karin Probst          | Vereinigte Staaten Ashley Kamuf Glenda Merrill Jahna Davis |

## Medaillenspiegel
| Platz  | Land               | Gold | Silber | Bronze | Gesamt |
| ------ | ------------------ | ---- | ------ | ------ | ------ |
| 1      | Vereinigte Staaten | 3    | –      | 1      | 4      |
| 2      | Frankreich         | 2    | –      | –      | 2      |
| 3      | Schweden           | 1    | –      | 1      | 2      |
| 4      | Australien         | 1    | –      | –      | 1      |
| 4      | Moldau             | 1    | –      | –      | 1      |
| 6      | Großbritannien     | –    | 2      | 2      | 4      |
| 7      | Ukraine            | –    | 2      | 1      | 3      |
| 8      | Italien            | –    | 2      | –      | 2      |
| 9      | Schweiz            | –    | 1      | –      | 1      |
| 9      | Türkei             | –    | 1      | –      | 1      |
| 11     | Deutschland        | –    | –      | 1      | 1      |
| 11     | Polen              | –    | –      | 1      | 1      |
| 11     | Südkorea           | –    | –      | 1      | 1      |
| Gesamt | Gesamt             | 8    | 8      | 8      | 24     |